# Прая-де-Санта-Моніка

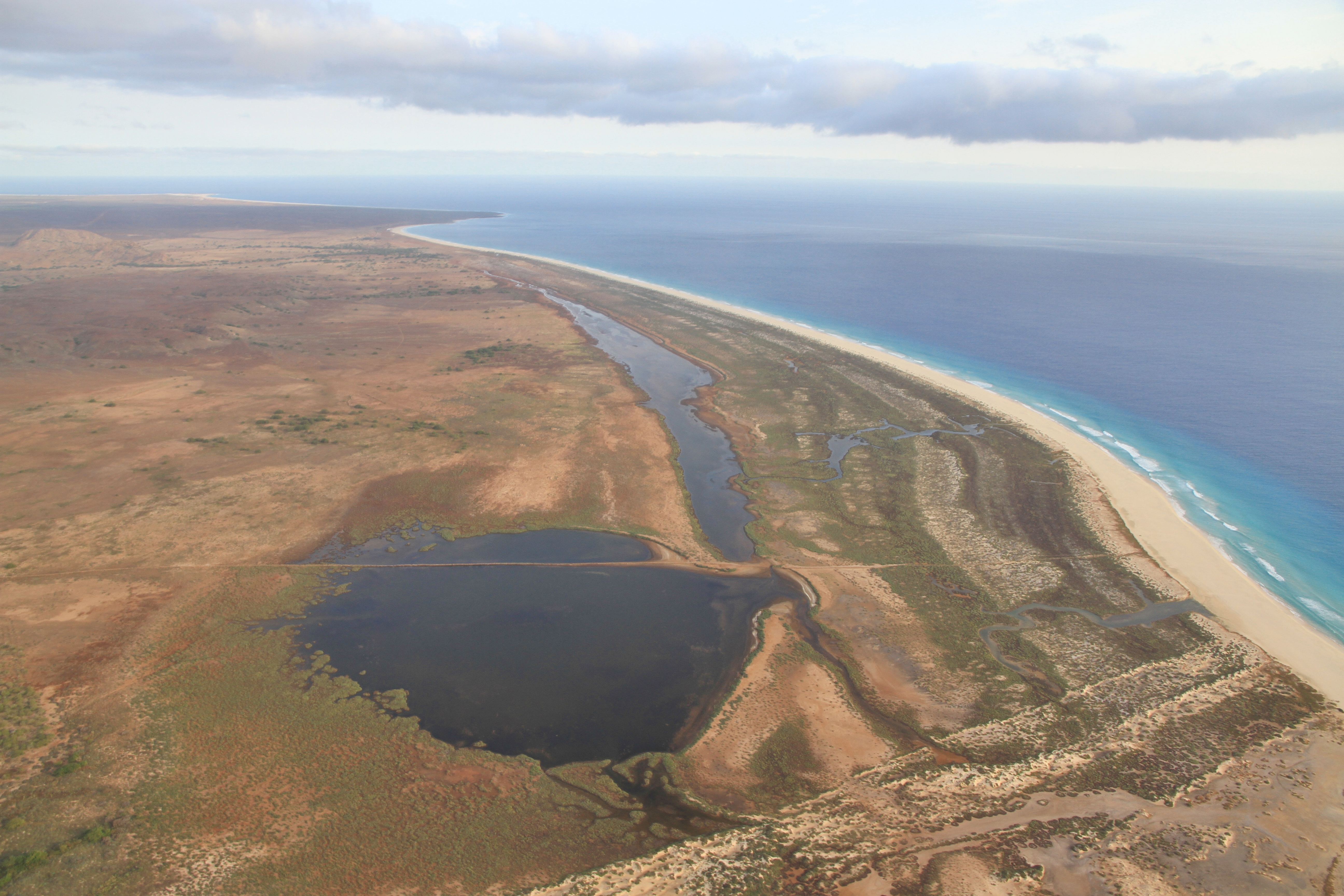
Панорамний вид на Прая-де-Куралінью та Санта-Моніка

Прая-де-Санта-Моніка (порт. Praia de Santa Mónica, «пляж Святої Моніки») — піщаний пляж у південно-західній частині острова Боа-Вішта в Кабо-Верде.
Найближче село — Повоасау Велья, за 5 км на північ. Пляж примикає до природоохоронного заповідника Морру де Арейя, важливого для ендемічних птахів і черепах. Прая-де-Санта-Моніка є частиною зони розвитку туризму.